# ヴァージナル曲
ヴァージナル曲は、15世紀中期から17世紀前期にかけてのイングランドにおけるチェンバロ曲の総称である。
特にエリザベス1世の時代からジェームズ1世の時代にかけて流行した。代表的な曲集として『フィッツウィリアム・ヴァージナル・ブック』、『ムジカ・ブリタニカ』、『ネヴェル夫人の曲集』等がある。作曲家としてはトマス・タリス、ウィリアム・バード、ジョン・ブル、トマス・モーリー、ジャイルズ・ファーナビー、トマス・トムキンズ、ピーター・フィリップス、オーランド・ギボンズらがいる。
なお、当時のイングランドではチェンバロ族の楽器一般を「ヴァージナル」と呼んでおり、現在一般的にヴァージナルと呼ばれる主に長方形の楽器だけが用いられていたわけではない。
使用された楽器について、近年は楽器学的研究が進展している。
変奏曲として書かれているものが多く、なかには20回を超す変奏を伴うものもある。変奏形式にはアントニオ・デ・カベソンらスペインの影響が見られる。